# Partido Nacional Democrático de Liberia
El Partido Nacional Democrático de Liberia (en inglés: National Democratic Party of Liberia) o NDPL fue un partido político de Liberia fundado en 1985 por el dictador Samuel Doe con la intención de participar en las elecciones generales de 1985, las primeras después de la caída del régimen del Partido Whig Auténtico. El NDPL obtuvo una controvertida victoria, siendo Doe elegido presidente y obteniendo el partido mayoría absoluta en ambas cámaras de la Legislatura. Las elecciones estuvieron plagadas de acusaciones de fraude electoral masivo. Luego de eso, el NDPL gobernó dictatorialmente el país hasta la primera guerra civil liberiana que derrocó a Doe.
Tras la guerra, el NDPL participó en las elecciones generales de 1997 con un magro resultado, quedándose a muy poco de pasar el umbral para obtener escaños en la Legislatura. Su candidato presidencial, George Boley, obtuvo tan solo el 1.26% de los votos.
Tras la segunda guerra civil liberiana y la caída de Charles Ghankay Taylor, con motivo de la celebración de las primeras elecciones completamente libres del país, el NDPL presentó a Winston Tubman como candidato, quien mejoró notablemente los resultados del partido al quedar en cuarto lugar con el 9% de los votos. En las elecciones generales de 2011, formó parte de la Coalición Nacional Democrática, que presentó a Dew Mayson como candidato, obteniendo solo el 0.5% de las preferencias.

## Resultados electorales
|  | 50.93 % |

|  | 1.26 % |

|  | 9.20 % |

|  | 0.48 % |